# Kojuhiv, Litîn
Kojuhiv (în ucraineană Кожухів) este localitatea de reședință a comunei Kojuhiv din raionul Litîn, regiunea Vinnița, Ucraina.

## Demografie
Componența lingvistică a localității Kojuhiv
     Ucraineană (98,63%)
     Rusă (1,13%)
     Alte limbi (0,16%)
Conform recensământului din 2001, majoritatea populației localității Kojuhiv era vorbitoare de ucraineană (98,63%), existând în minoritate și vorbitori de rusă (1,13%).